# Thailand i olympiska sommarspelen 1976
Thailand deltog med 42 deltagare vid de olympiska sommarspelen 1976 i Montréal. Totalt vann de en bronsmedalj.

## Medaljer

### Brons
- Payao Poontarat - Boxning, lätt flugvikt

## Boxning
Lätt flugvikt
- Payao Poontarat
  1. Första omgången — Besegrade  Remus Cosma (ROU), 4:1
  2. Andra omgången — Besegrade  Aleksandr Tkatjenko (URS), 3:2
  3. Kvartsfinal — Besegrade  György Gedó (HUN), 4:1
  4. Semifinal — Förlorade mot  Li Byong-Uk (PRK), RSC-2 →  Brons

Flugvikt
- Somchai Putapibarn
  1. Första omgången — Förlorade mot Jung Chul-Kim (KOR), 0:5

## Bågskytte
Damernas individuella tävling
- Am. Kaewbaidhoon — 2282 poäng (→ 18:e plats)

Herrarnas individuella tävling
- Vallop Potaya — 2060 poäng (→ 35:e plats)
- Vichit Suksumpong — 2032 poäng (→ 36:e plats)

## Cykling
Herrarnas linjelopp
- Panya Singprayool-Dinmuong — fullföljde inte (→ ingen placering)
- Arlee Wararong — fullföljde inte (→ ingen placering)
- Chartchai Juntrat — fullföljde inte (→ ingen placering)
- Prajin Rungrote — fullföljde inte (→ ingen placering)

Herrarnas lagtempolopp
- Sucheep Likittay
- Chartchai Juntrat
- Panya Singprayool-Dinmuong
- Prajin Rungrote

Herrarnas sprint
- Taworn Tarwan — 24:e plats

Herrarnas tempolopp
- Taworn Tarwan — 1:15,136 (→ 27:e plats)

## Friidrott
Herrarnas 4 x 100 meter stafett
- Anat Ratanapol, Suchart Jairsuraparp, Somsakdi Boontud och Sayan Paratanavong
  - Heat — 40,53s
  - Semifinal — 40,68s (→ gick inte vidare)

## Fäktning
Herrarnas värja
- Taweewat Hurapan
- Sneh Chousurin
- Sutipong Santitevagul

Herrarnas lagtävling i värja
- Sneh Chousurin, Taweewat Hurapan, Sutipong Santitevagul, Royengyot Srivorapongpant, Samachai Trangjaroenngarm

Herrarnas sabel
- Taweewat Hurapan
- Sutipong Santitevagul
- Royengyot Srivorapongpant

Herrarnas lagtävling i sabel
- Taweewat Hurapan, Samachai Trangjaroenngarm, Sutipong Santitevagul, Royengyot Srivorapongpant